# Glena pexata
Glena pexata är en fjärilsart som beskrevs av Louis W. Swett 1907. Glena pexata ingår i släktet Glena och familjen mätare. Inga underarter finns listade i Catalogue of Life.